# 马尼耶尔
马尼耶尔（法語：Masnières，法語發音：[manjɛʁ]）是法国上法蘭西大區北部省的一个市镇，属于康布雷区。

## 地理
马尼耶尔（50°6'55"N, 3°12'35"E）面积10.97 平方千米，位于法国上法蘭西大區北部省，该省份为法国最北部的省份及最长的省份，西北濒北海，西接加来海峡省，南至埃纳省和索姆省，东与比利时接壤。
与马尼耶尔接壤的市镇（或旧市镇、城区）包括：吕米伊昂康布雷西、维莱普卢伊什、埃斯科河畔克雷沃克尔、马尔宽、莱吕德维涅。

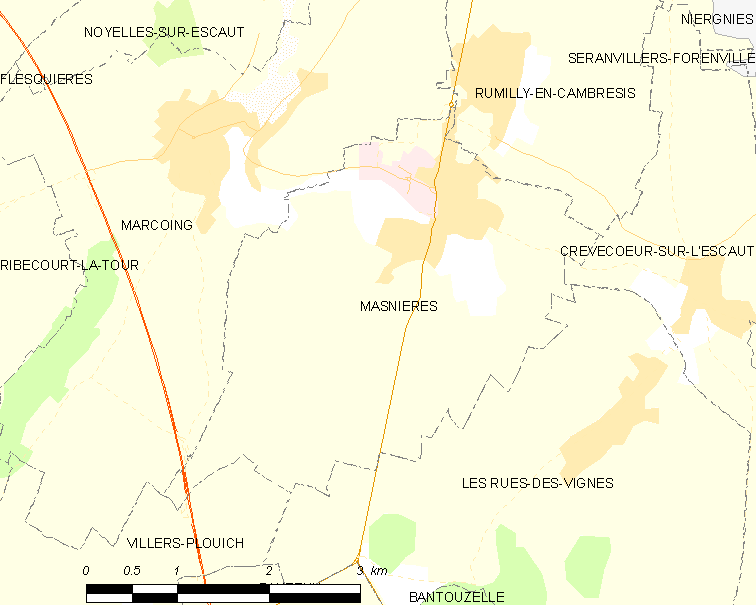
马尼耶尔的OSM定位图

马尼耶尔的时区为UTC+01:00、UTC+02:00（夏令时）。

## 行政
马尼耶尔的邮政编码为59241，INSEE市镇编码为59389。

## 政治
马尼耶尔所属的省级选区为勒卡托康布雷西县。

## 人口

1962-2008年间马尼耶尔人口变化图示

马尼耶尔于2022年1月1日时的人口数量为2731人。